# Octopath Traveler
Octopath Traveler ist ein Videospiel des Rollenspiel-Genres für Nintendo Switch, Windows und Xbox One. Das Spiel wurde von Square Enix entwickelt und von Nintendo veröffentlicht.
Die Switch-Version erschien weltweit am 13. Juli 2018 und konnte sich bereits in weniger als einem Monat über eine Million Mal verkaufen. Eine Portierung für Steam erschien am 7. Juni 2019. Die Version für die Xbox One erschien am 25. März 2021.
Ein Nachfolger kam als Octopath Traveler II am 24. Februar 2023 raus.

## Spielprinzip
Octopath Traveler ist ein japanisches Rollenspiel (JRPG) mit einem rundenbasierten Kampfsystem. Auffällig an dem Spiel ist vor allem der „HD-2D“ genannte Grafikstil, den die Entwickler als Kombination aus 16-Bit Super-Nintendo-Grafik und Polygon-Umgebungen mit aktuellen Effekten beschreiben.
Am Anfang des Spiels wählt der Spieler einen von acht verschiedenen Charakteren, den er dann als Protagonisten spielt. Jeder Charakter hat eine andere Hintergrundgeschichte und mit jedem beginnt die Handlung anders. Im Spiel trifft der Spieler auf die anderen Charaktere, die zur Auswahl standen, und kann aus diesen ein Team von maximal vier Personen bilden. Die Teammitglieder können ausgetauscht werden und auch den Protagonisten kann man, nachdem man seine Geschichte beendet hat, wechseln.

## Entwicklung
Octopath Traveler wurde von der Square Enix Business Division 11 entwickelt, die bereits Bravely Default entwickelten. Dabei wurden sie von dem Entwicklerstudio Acquire unterstützt. Tomoya Asano und Masashi Takahashi von Square Enix starteten die Entwicklung und fungierten als Produzenten. Sie wählten Acquire als Entwicklungspartner wegen deren Fähigkeiten im Umgang mit Pixel-Art in deren Spiel What Did I Do to Deserve This, My Lord?. Keisuke Miyauchi von Acquire wurde daraufhin als Regisseur eingesetzt.
Die Entwicklung von Octopath Traveler begann, bevor die Nintendo Switch offiziell angekündigt wurde. Das Spiel wurde jedoch erstmals auf der Nintendo-Switch-Präsentation am 13. Januar 2017 offiziell angekündigt. Während dieser Präsentation wurde der Name „Octopath Traveler“ noch als Projekttitel benutzt.
Im September 2017 veröffentlichte Square Enix eine Demo-Version von Octopath Traveler, um erste Meinungen von Spielern zu dem Spiel zu erhalten. Diese Demo wurde bis Ende Januar 2018 bereits über eine Million Mal heruntergeladen und eine Umfrage, in der die Spieler nach Rückmeldungen gefragt wurde, wurde fast 50.000 Mal ausgefüllt. Anhand dieser Rückmeldungen wurden einige Anpassungen an dem Spiel durchgeführt. Während einer Nintendo Direct vom 8. März 2018 gab Nintendo weitere Informationen zu dem Spiel bekannt. So wurde „Octopath Traveler“ als Name festgelegt und als Erscheinungsdatum der 13. Juli 2018 bekanntgegeben. Am 12. Juni 2018, während einer weiteren Nintendo Direct zur E3 2018, wurde eine weitere Demo-Version, die das erste Kapitel des Spiels enthält, zum 14. Juni angekündigt.
Im März 2019 kündigte Square Enix an, dass mit Octopath Traveler: Champions of the Continent im Sommer 2019 ein Prequel zu Octopath Traveler für Mobilgeräte erscheinen soll. In Champions of the Continent soll die Vorgeschichte von Octopath Traveler erzählt werden. Außerdem kündigte Square Enix an, dass ein weiterer Nachfolger zu Octopath Traveler für die Nintendo Switch erscheinen soll. Am 6. Juni 2019 kündigte Square Enix in einem unangekündigten Trailer eine Veröffentlichung des Spiels auf der Vertriebsplattform Steam am folgenden Tag an. Das Spiel wurde pünktlich am 7. Juni 2019 veröffentlicht.

## Rezeption
Octopath Traveler erhielt überwiegend positive Rückmeldungen. So erreicht es auf Metacritic einen Metascore von 83 von 100. Das Spiel wurde vor allem für die innovative Mechanik der acht verschiedenen Protagonisten und für die außergewöhnliche Grafik gelobt. Außerdem wurde das Spiel für das ausgeglichene Kampfsystem und die Musik gelobt. Kritisiert wurde das Spiel vor allem für die Menge an Arbeit, die mit dem Aufleveln der Charaktere verbunden ist.

„Sympathisches Japan-Rollenspiel alter Schule mit einem starken Rundenkampf-System, etwas zu viel Grind und acht Helden, deren Geschichten von spannend bis banal reichen.“

„‚Octopath Traveler‘ entpuppt sich als nahezu makellos spielbares Retro-Epos mit 80 bis 100 Stunden Spielzeit, sympathischen Helden, komplexem Kampfsystem und exzellenter Musik. Schade nur, dass die Helden untereinander nur wenig interagieren und sich der Spielablauf bei längeren Sitzungen etwas formelhaft anfühlt.“

| Jahr | Preis                  | Kategorie                      | Resultat  |
| ---- | ---------------------- | ------------------------------ | --------- |
| 2018 | Game Critics Awards    | Bestes RPG                     | Nominiert |
| 2018 | Golden Joystick Awards | Bestes Storytelling            | Nominiert |
| 2018 | Golden Joystick Awards | Nintendo-Spiel des Jahres      | Gewonnen  |
| 2018 | The Game Awards        | Bestes Rollenspiel             | Nominiert |
| 2018 | The Game Awards        | Beste künstlerische Gestaltung | Nominiert |
| 2018 | The Game Awards        | Beste/r Score/Musik            | Nominiert |

## Vertrieb und Verkaufszahlen
Nach der Veröffentlichung von Octopath Traveler waren die Retail-Versionen des Spiels in Läden überall auf der Welt ausverkauft. Ein erster Nachschub, etwa zehn Tage nach der Veröffentlichung, wurde innerhalb weniger Stunden ausverkauft. Trotz dieser Lieferengpässe konnte das Spiel innerhalb von drei Wochen die ersten Millionen Einheiten absetzen.
Bis Januar 2019 konnte sich das Spiel 1,5 Millionen Mal verkaufen. Im März 2020 waren es zwei Millionen Einheiten und im Februar 2021 2,5 Millionen.

## Fortsetzung
Die Fortsetzung Octopath Traveler II ist am 24. Februar 2023 für Windows, PlayStation 4, PlayStation 5 und Nintendo Switch erschienen.
Wertungsaggregator OpenCritic fasste über 30 Rezensionen der Computerspielpresse zu einer plattformübergreifenden Gesamtwertung von 86 aus 100 Punkten zusammen und vergab das Label „Mächtig“. 97 Prozent der Kritiker würden das Spiel empfehlen.